# Arturo Martini

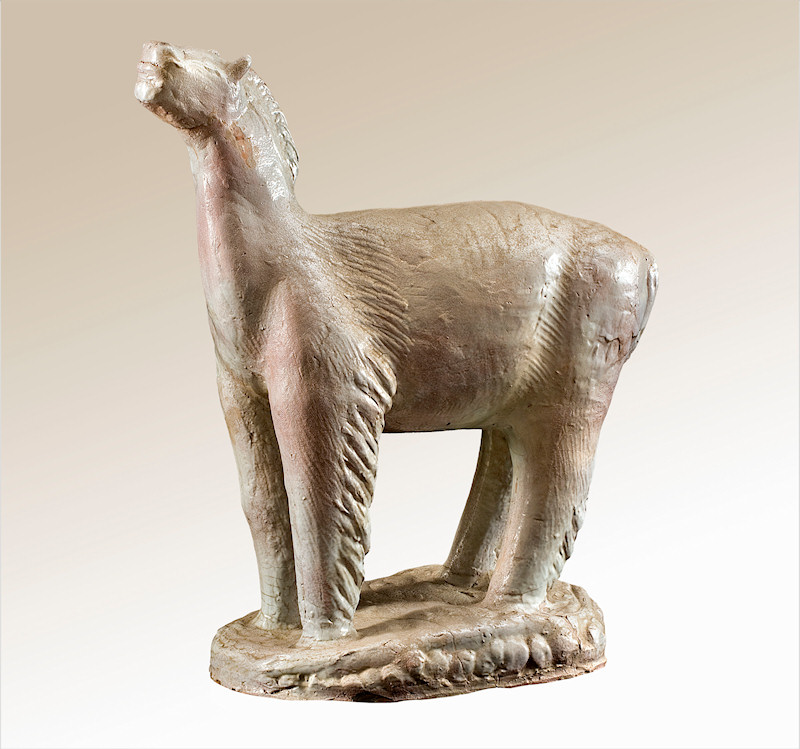
Cavallo, 1926 ca.
Collezioni d'arte della Fondazione Cariplo

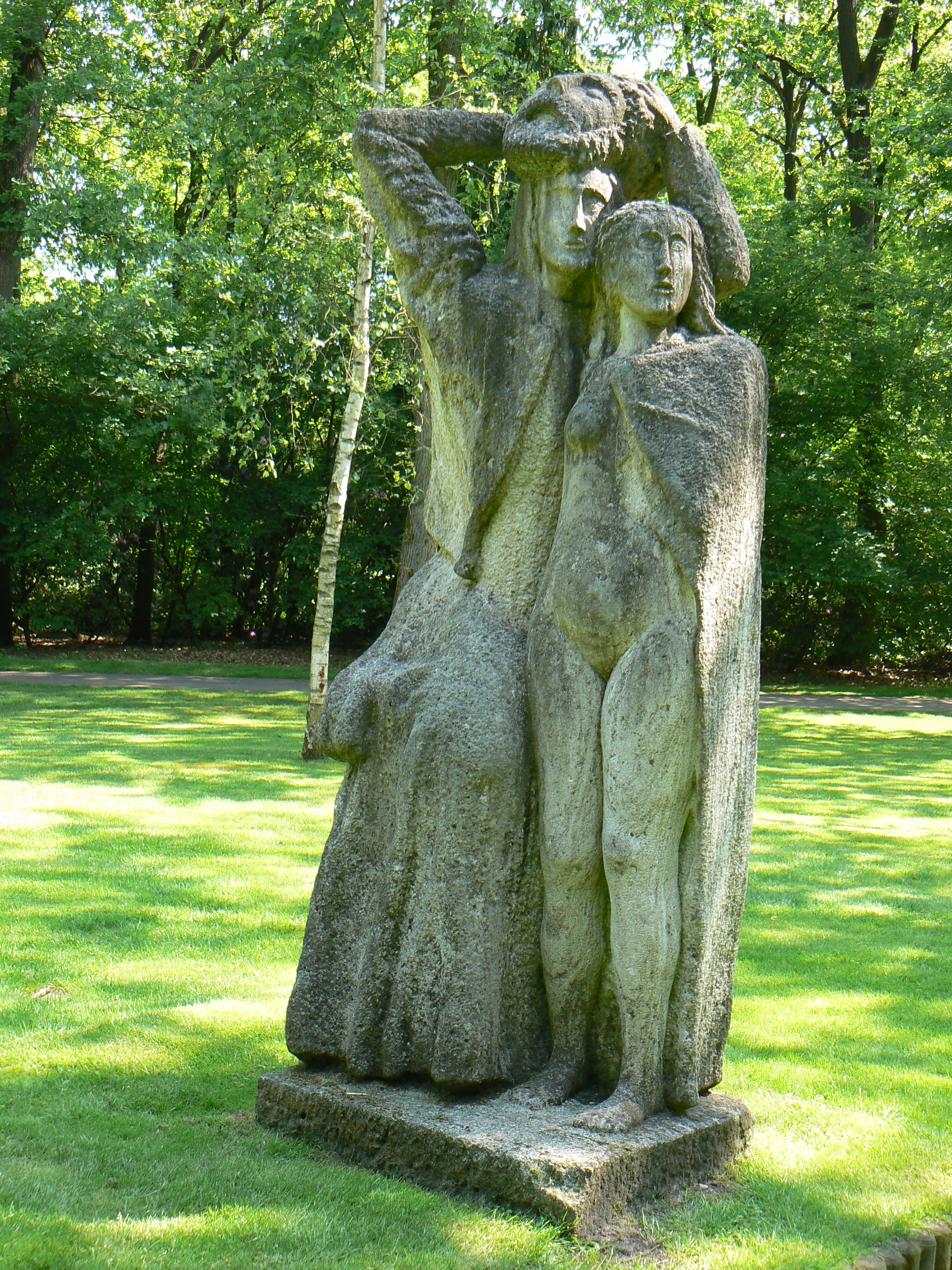
Giuditta e Oloferne, 1932 ca.
Museo Kröller-Müller, Otterlo

Arturo Martini (Treviso, 11 agosto 1889 – Milano, 22 marzo 1947) è stato uno scultore, pittore e incisore italiano.
(Arturo Martini)

## La formazione e gli esordi
Nasce in una famiglia disagiata, terzo dei quattro figli di Antonio, cuoco di professione, e Maria Della Valle, cameriera.
Cessa gli studi nel 1901 a causa di ripetute bocciature frequenta nel 1905 la Scuola serale d'arti e mestieri sotto la guida di Giorgio Martini, padre del già noto Alberto, che lo incoraggia alla modellazione e al disegno: nascono così opere già mirabili come il Ritratto di Fanny Nado Martini (terracotta del 1905) e il Busto del pittore Pinelli, che si rifanno alla scultura di fine Ottocento. Diviene apprendista in un'oreficeria a Treviso e subito dopo frequenta la scuola di ceramica collaborando con alcune botteghe, in particolare la Fornace Guerra Gregorj, dove apprende la pratica artigianale del modellare. 
Affascinato da questa tecnica, inizia a frequentare lo studio dello scultore Antonio Carlini (1906) a Treviso, contemporaneamente il primo anno (1906-07) dell'Accademia di belle arti di Venezia, occasionalmente, grazie ad una borsa di studio pubblica, la Scuola libera del nudo e lo studio di Umberto Nono (dove scopre fotografie segrete di opere di Medardo Rosso) oltre a venire a conoscenza delle mostre a Ca' Pesaro aperte dal 1908 ai giovani artisti dove porta in quell'anno opere già precedentemente esposte a Treviso nei mesi precedenti e la piccola scultura Palloncino. Partecipa inoltre alle esposizioni della Bevilacqua La Masa di cui era segretario Nino Barbantini, nel 1914 alla Mostra dei “Rifiutati” alla Biennale, alla I Mostra della Secessione a Roma, dove inviò la Ragazza che si lava la coca, scartata per pornografia e poi donata alla padrona di una casa di tolleranza ed infine distrutta e dal 1907 alle mostre trevigiane che videro undici edizioni fino al 1942 e nelle quali esponevano, accanto ai già affermati, i giovani artisti sensibili ai nuovi fermenti artistici europei.
Tra il 1909 ed il 1915 è tra gli animatori del gruppo Movimento di Burano assieme a Gino Rossi, con quale si recherà a Parigi nel 1912 e nel 1914-15. Sempre nel '15, raduna un selezionato gruppo di 19 giovani trevigiani d'avanguardia, in una mostra a Palazzo Provera, artisti che già formavano il gruppo partecipante sin dalle prime edizioni alle mostre di Ca' Pesaro e tra i quali, oltre lo stesso Martini, figuravano Giovanni Apollonio, Arturo Malossi, Giulio Ettore, Erler, Gino Pinelli, Nino Springolo, Aldo Voltolin, Guido Cacciapuoti e Gino Rossi.

Riesce ad ideare una nuova tecnica incisoria di tipo calcografico che lui stesso denomina cheramografia.
(Arturo Martini)
 Le sue invenzioni e la sua fantasia plastica gli consentiranno ben presto di acquisire fama e notorietà a livello internazionale, assumendo un ruolo predominante nel panorama artistico europeo di cui era ben consapevole.

## L'Europa, i movimenti artistici, la grafica e le riviste

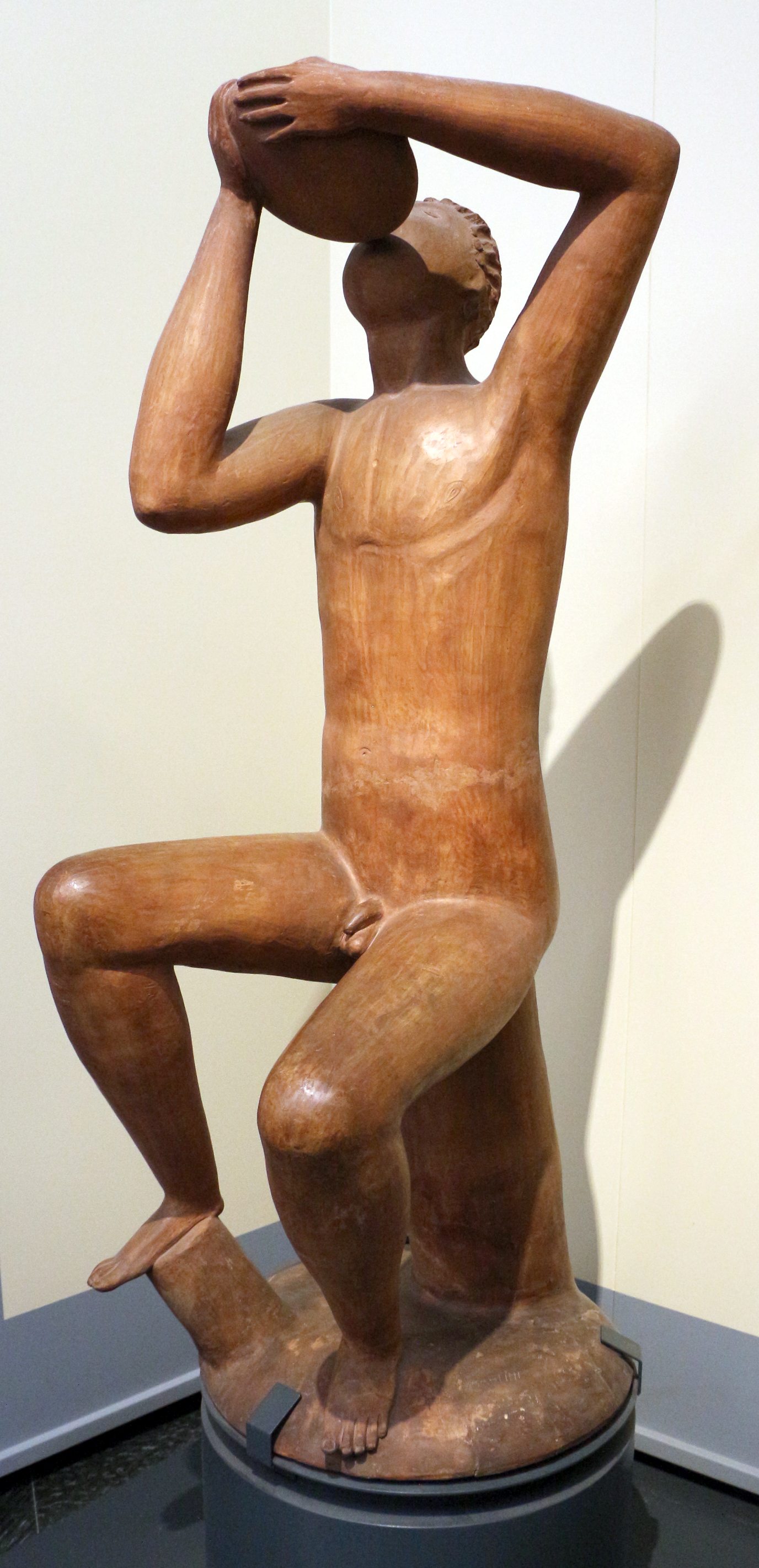
Arturo Martini, Bevitore, 1928

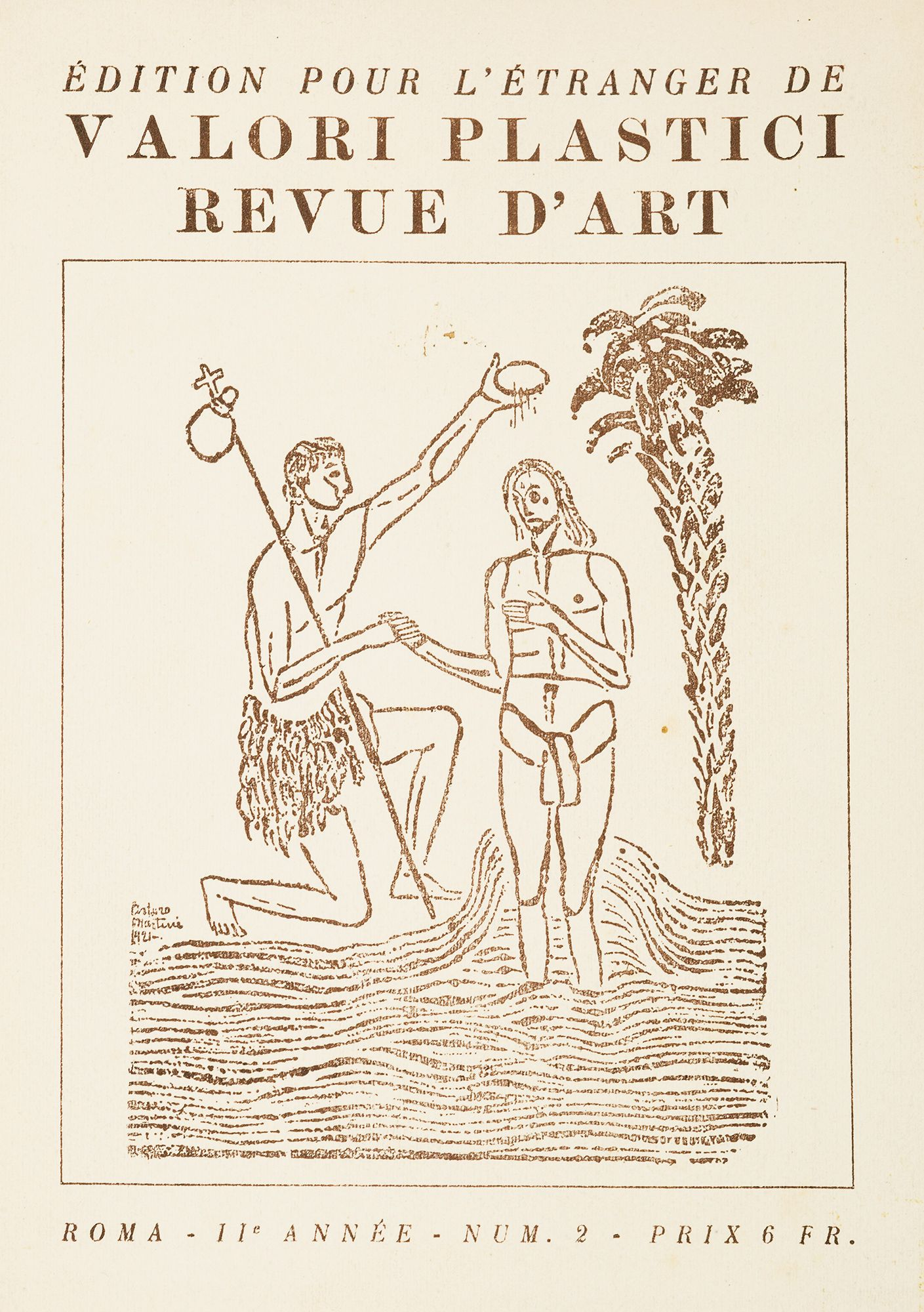
Valori Plastici

Interessato ai movimenti artistici europei, nel 1909 si reca in libera professione a Monaco, sovvenzionato da Gregorj e aiutato dal “preveggente” Luigi Bailo ed altri intellettuali suoi concittadini, frequentando anche la Scuola di Adolf von Hildebrand: nella metropoli dominata dal gusto Jugendstil, il giovane Martini è attratto sia dal rigoroso classicismo dell'Accademia locale che dalle tendenze di nuovi artisti come ad esempio Meštrović. Produce una serie di piccole ceramiche delle quali spedisce i modelli a Gregorj. Fanno parte di questo periodo Canefora, Fauno, La seminatrice, La lettura, La pensierosa, Maternità/Amore fraterno/Figura mostruosa, i vasi Aurum e Fiaba e i formati medio-grandi in materiale cementizio delle Allegorie del Mare e della Terra, che risultano al momento essere le prime due opere a figura intera, con spunti Liberty e secessionisti.
Dopo il rientro a Treviso alla fine del 1912, si trasferisce per alcuni mesi a Parigi (città in cui tornerà anche nel '27), dove approfondisce la conoscenza del Cubismo e delle Avanguardie e dove espone con l'amico Rossi al Salon d'Automne accanto a Modigliani e de Chirico.
Durante il periodo a Roma, invece, si delinea maggiormente la sua identità artistica come testimonia la sua episodica firma francesizzante ispirata al cognome materno, De La Val Martin, usata tra il '13 ed il '15, creata per distinguersi dal quasi omonimo artista Alberto. Partecipa all'Esposizione Libera Futurista Internazionale, tenutasi tra aprile e maggio 1914, con il Ritratto di Omero Soppelsa, considerato un omaggio al Futurismo. Negli stessi anni collabora con la rivista L'Eroica, dedicata ai temi dell'arte, della letteratura e della xilografia. 
Interrompe forzatamente la sua attività tra il '15-'18 a causa di problemi di salute e del richiamo alle armi nel 1916 alla guerra (congedato poi nel '19 e trasferendosi sporadicamente in varie località), si sposta da Vado Ligure a Bologna per poi fermarsi da parenti sfollati a Brisighella, riprendendo poi a modellare.
Si avvicina intanto alla grafica astratta ed elabora il suo libro d'artista Contemplazioni (pubblicato a Faenza nel 1918 e che pensò in un primo momento di far uscire col titolo Canto dell'usignolo) il quale presenta, al posto del testo, una sequenza di segni geometrici e la novel grafica Istoria d'Amore e Nippo in sei tavole su linoleografia.
Nel 1920, presentato da Carlo Carrà, inaugura la sua prima personale alla Galleria degli Ipogei a Milano; nell'aprile dell'anno successivo, appena dopo la morte della madre avvenuta a febbraio, sposa Brigida Pessano, di Vado Ligure, luogo in cui si stabilirà per alcuni anni. Dal loro matrimonio nascono Maria Antonietta (18 aprile 1921, chiamata affettuosamente Nena) e Antonio (25 luglio 1928). Questo è il periodo in cui realizza L'Amante morta, Fecondità e Il Dormiente (1921), ora nelle collezioni della Galleria nazionale d'arte moderna e contemporanea di Roma.
Verso la fine degli anni Venti realizza alcune teste, tra ispirazione alla realtà e stilizzazione e con stacco deciso rispetto la linea “romantica” degli anni precedenti, tra le quali spicca il ritratto di Lilian Gish fuso nel 1931 ma derivante dalla precedente terracotta Busto di giovinetta. Produce opere di piccole dimensioni, alcune pensate come bozzetto per sculture di grandezza maggiore. Oltre a rilievi in seguito dispersi e alle sei formelle della Via Crucis, il celeberrimo Figliol prodigo, riferimento ad un'arte medievale che va di pari passo alla ricerca di soluzioni “povere”.
Tra i modelli preferiti negli anni Venti figurano lo sportivo Lito Bacialupo e le due ragazze che gli ispirarono i suoi più caldi e morbidi nudi, Teresa Prefumo di Savona e Maria grosso di Vado.
Il periodo tra il 1920 e il 1932, oltre ad essere uno dei maggiormente intensi a livello creativo e produttivo (maioliche, terrecotte, legni, bronzi, incisioni tra cui opere capitali sia per l'artista che per l'arte europea del '900), vede Martini partecipare, anche se non sempre in maniera pacifica, al gruppo degli scultori futuristi e dal 1926 al movimento artistico Novecento dell'influente Margherita Sarfatti, partecipando alla I mostra a Palazzo della Permanente e alla II edizione (1929) con la scultura Il Figliol prodigo del 1926, inserendosi, assieme ad Achille Funi, in un ambiente di moderno mecenatismo da parte dell'industriale Piero Preda nella sua villa sul lago di Como (1919-1920).
Tra il 1918 e il 1922 collabora su invito di Mario Broglio alla rivista Valori Plastici assieme a Carrà, Savinio e de Chirico, aderendo all'omonimo movimento artistico ed esponendo con successo a Berlino nel '21 come unico scultore del gruppo e alla Fiorentina Primaverile del '22 a Firenze: grazie a questa esperienza di gruppo, riscopre la scultura antica, superando così il naturalismo ottocentesco al quale era ancora legato. Tra le coeve opere di rilievo si ricordano il Monumento ai Caduti di Vado (1923), La Maternità (1925) e il Bevitore (1928), opera in terracotta, tra le sue più celebri, ora a Palazzo Citterio, nella quale «sviluppa un soggetto tipicamente tardo-ottocentesco con uno stile che ricorda i manichini di Carrà, così come le figure ampie e dilatate della poetica novecentista».
Nel 1925 è invitato ad esporre in una sala alla III Biennale Romana. e, a causa di difficoltà economiche, presta la propria opera allo scultore Maurice Sterne per il suo Monumento ai pionieri destinato ad una città del Massachusetts. Nel novembre 1927 inaugura una personale di ceramiche a Milano alla Galleria Pesaro mentre l'anno successivo, dopo i precedenti rifiuti, partecipa alla XVI Biennale di Venezia.

## La maturità artistica

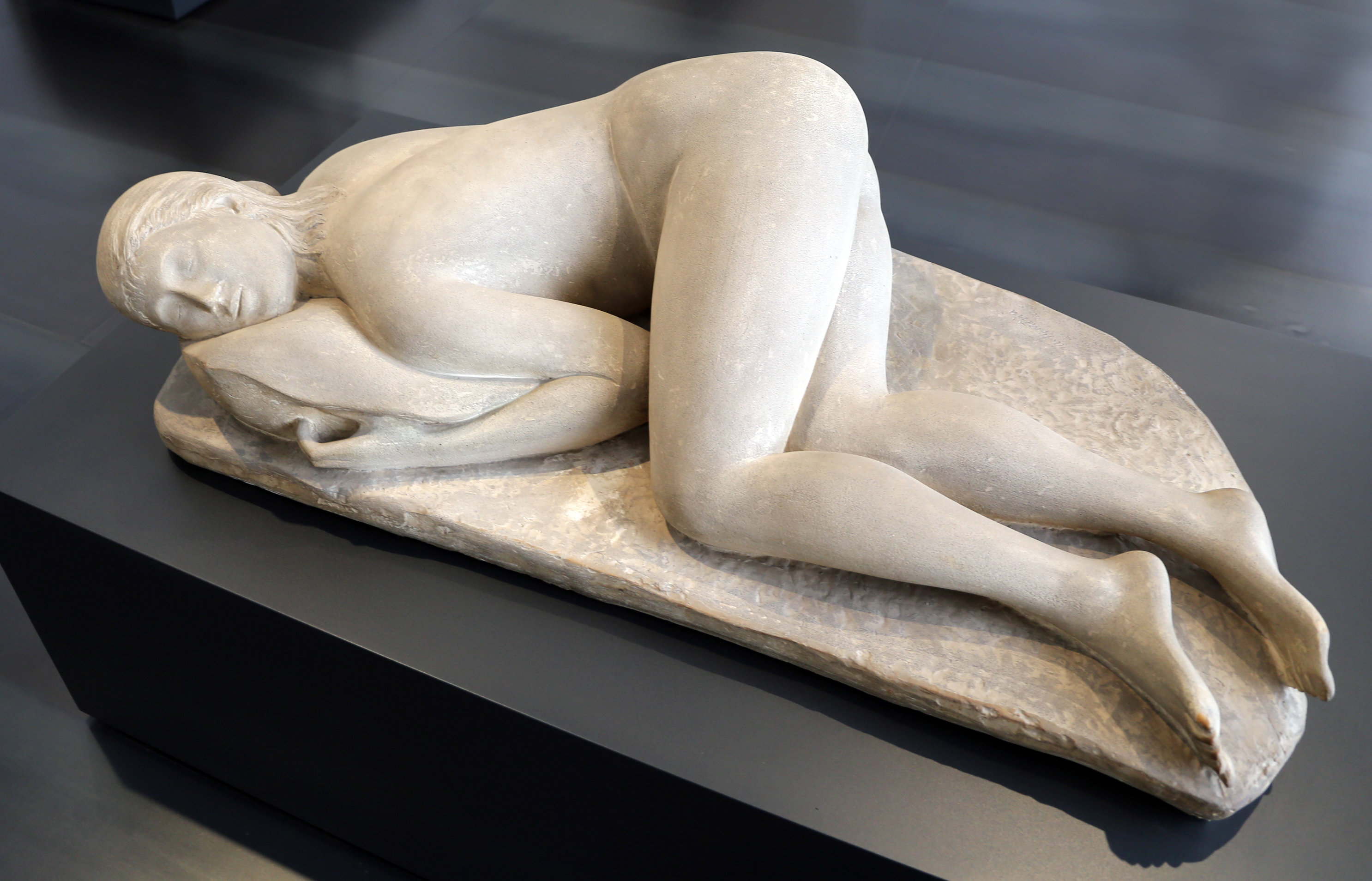
La Pisana, 1929, Museo Novecento, Firenze

Definisce ulteriormente la sua arte, tradotta in un ideale punto d'incontro tra antico e moderno. Realizza opere di grande levatura come la Pisana (1928-29), Bevitore e la monumentale Tomba di Ippolito Nievo, alta 4 metri. 
Nel 1929 viene chiamato alla cattedra di plastica decorativa dell'ISIA di Monza rimanendovi fino all'anno successivo: la sua Leda col cigno, scultura in gesso, è rimasta ad arricchire la raccolta dei Musei civici monzesi; nei viaggi in treno da Milano a Como, conosce Egle Rosmini, alla quale resta legato sino alla morte.
Allestisce nel 1930 uno "studio-forno" nello stabilimento dell'Ilva Refrattari, a Vado Ligure, dove può modellare e cuocere le terrecotte senza doverle spostare. Nasce così una serie di grandi opere, come Il Pastore e Il Ragazzo seduto (1930), Il Sogno, Chiaro di Luna e Sport Invernali (1931-32), opere in cui «l'allusione al movimento che sembra irrigidirsi nella forma». L'anno dopo vede il suo viaggio a Pompei come un'indelebile segno creativo preso dai gessi delle vittime dell'eruzione, riferimento per le successive opere in pietra come Adamo ed Eva ”Ottolenghi” e riceve il I° premio per la Scultura alla I Quadriennale nazionale d'arte di Roma (dove espone la grande Maternità in legno), somma di centomila lire che gli permette di risolvere alcuni problemi economici e di acquistare il convento di via Quintana a Vado Ligure rendendolo una casa-studio ma procurandosi altri debiti.
Nel 1932 ha una sala personale alla Biennale veneziana, da cui ottiene un vasto successo. Nel 1933 si stabilisce a Milano e tiene una personale alla Galleria d'Arte Moderna. In questo periodo sperimenta l'utilizzo di nuove tecniche espressive e lo si vede partecipare regolarmente alle grandi esposizioni nazionali: Biennale di Venezia, alla Triennale di Milano (1933-36-40) e Quadriennale di Roma.
Ad inizio del '33 a Milano, in via Imbonati n. 17, trasformò uno spazioso capannone in casa-studio, nel quale abitò con artisti venuti per la Triennale, Corrado Cagli e Mirko Basaldella.
Realizza numerose sculture monumentali tra cui il Mosè salvato dalle acque (gesso, alto sei metri), esposto alla Triennale di Milano nel 1933; La sete (1934, in pietra) dove riemerge il ricordo dei calchi di Pompei; il bronzo di Athena (1935, alto cinque metri); I morti di Bligny trasalirebbero (1936), ispirato al discorso di Mussolini contro le sanzioni economiche imposte all'Italia dopo l'occupazione dell'Etiopia del 1935; Il Leone di Giuda (1936), dedicato alla vittoria sull'Etiopia; La Giustizia Corporativa, destinata al Palazzo di Giustizia di Milano; Il Gruppo degli Sforza (1938-39), opera destinata all'Ospedale Niguarda Ca' Granda di Milano. Tra il '36 e il '37 si reca a Carrara, frequentando il laboratorio di Nicoli, dove già Leonardo Bistolfi aveva lavorato ad alcune celebri opere e dove Martini realizzò tutte le sue grandi sculture.

## L'avvio alla pittura e gli anni Quaranta
Mentre cercava di ottenere successi partecipando a svariati concorsi per monumenti pubblici, tutti conclusosi in sconfitta (il grande Sacro cuore modellato nel '29 per una chiesa ligure e respinto dai committenti religiosi; il torinese Monumento al duca d'Aosta assieme all'architetto Pagano nel '33; il rifiuto di Mussolini al suo progetto Postelegrafi di Napoli nel '35; il rifiuto nel '44 dalla città di Thiene del Monumento all'aviatore Ferrarin di cui ci resta il bozzetto del Pegaso caduto ed altri) e smentire le voci messe in giro ad arte che lo indicavano non solo come non partecipante alla guerra ma addirittura disertore, nel luglio del '38, durante la convalescenza a Burano dovuta ad un incidente avvenuto a Carrara durante la lavorazione dei rilievi Giustizia corporativa, inizia la frenetica esperienza pittorica che lo travolge per un paio d'anni senza però mai fargli abbandonare la scultura. 
A fine '38, la Hoepli gli dedica la monografia di Bontempelli nella Collana diretta da Scheiwiller, indicando la sua scultura come «canto» e «la più ricca di anima» del nostro tempo. Nel '39 espone alla XVIII Esposizione internazionale d'arte di Venezia e alla III Quadriennale nazionale d'arte di Roma, criticato ironicamente da Ojetti e positivamente, tra altri, da Carrà e Ragghianti). L'anno dopo espone per la prima volta e con successo le sue opere pittoriche alla Galleria Barbaroux di Milano, tornandovi nel '46. Scrive, nel febbraio dello stesso anno, in alcune lettere indirizzate a Carlo Anti, rettore dell'Università degli studi di Padova «Io farò assolutamente il pittore […] la mia conversione non è un capriccio, ma è grande e forte come quella di van Gogh» e ancora «Sono felice, la pittura mi diverte e mi dà altre speranze che ormai la scultura non mi dava più».
Mentre nel '41 lavora alle opere per il Palazzo dell'Arengario dichiara un ritrovato interesse verso la scultura «che non lo sentivo più da 15 anni», riscontrabile nelle coeve 
Tito Livio (commissionatogli a Padova da Carlo Anti), La donna che nuota sott'acqua, Tuffo di nuotatrice e Toro: in queste opere si muove verso una sempre maggiore libertà espressiva, convinto della necessità di superare la statuaria e che la scultura «se vuol vivere, deve morire nell'astrazione», riprendendo questo tema nei suoi Colloqui sulla scultura.
Opere come il ritratto della diva hollywoodiana del muto Lilian Gish e Donna che nuota sott'acqua ispirata al film “Ombre bianche”, denotano l'alto interesse di Martini per il cinema.

### Ultimo periodo
Dal 1942 al 1944 è a Venezia, dove insegna scultura all'Accademia di belle arti e dove rimane per ottemperare agli obblighi di insegnamento nonostante il periodo bellico. Sono gli anni di un dissidio interiore riguardo ai limiti della materia che insegna all'Accademia, di cui divenne anche direttore. Le ricerche sperimentali, di cui resta traccia nel Cavallo allo steccato e che lo portano al primo tentativo di pubblicazione delle sue riflessioni raccolta in Scultura lingua morta nel gennaio 1945, riuscendo a stamparlo a maggio e a proprie spese alla Tipografia Emiliana di Venezia in soli 50 esemplari, riscontrando critiche sfavorevoli a causa delle posizioni troppo pessimiste. Una seconda edizione, a cura di Giovanni Mardersteig, esce in 200 copie nel 1948 pubblicata dall'Officina Badoni di Verona e una terza nel 1960 a cura di Mario De Micheli, per conto della Galleria Spotorno di Milano, in 1050 copie di cui 50 fuori commercio e numerate da I a L. Nell'estate del '45, mentre pensa alla riedizione di Contemplazioni, viene sospeso dall'insegnamento per aver aderito al fascismo. Rispetto a tale scelta, scrive: 
(Arturo Martini)
A conclusione della sua carriera artistica riceve la commissione per la statua dell'eroe virgiliano Palinuro (1946) per l'Università degli Studi di Padova; realizza il Monumento al partigiano Masaccio (1947) ed infine progetta un'appendice al libretto La scultura lingua morta, comunicando i suoi pensieri allo scrittore Antonio Pinghelli, che li pubblicherà postumi nel 1948 con il titolo Il trucco di Michelangelo.

### La morte
Mentre pianifica il ritorno a Vado appena sarebbe arrivata la bella stagione, viene portato al Fatebenefratelli a causa del primo attacco di emorragia cerebrale che gli causa la paralisi parziale: muore alle 15:20 del 22 marzo 1947. Al suo capezzale giungono Manzù, Marini, Messina, Brigida ed Egle. La salma arriva alla famiglia qualche giorno dopo e sepolta il 1° aprile nel cimitero deciso dallo stesso Martini.
Il Museo civico Luigi Bailo ospita tra il pianterreno, nell'area situata ad est del chiostro, ed il primo piano, una sezione monografica sviluppata in senso cronologico, dedicata alle opere di Martini, una tra le più cospicue dedicate allo scultore, arricchita anche da donazioni di privati cittadini collezionisti d'arte. Si aggiungono l'acquisto ad opera di Giuseppe Mazzotti nel 1933 della Venere dei porti esposta a Treviso e l'acquisto per l'Adamo ed Eva “Ottolenghi” tra il '92 e il '93.

## Principali esposizioni

### Personali
- 1920 - La sua prima personale, Milano, Galleria degli Ipogei
- 1921 - Berlino
- 1927 - Prima personale di ceramiche, Milano, Galleria Pesaro
- 1932 - Mostra individuale, XVIII Esposizione Biennale Internazionale d'Arte
- 1933 - Personale, Milano, Galleria d'Arte Moderna
- 1940 - Prima personale di pittura, Milano, Galleria Barbaroux
- 1946 - Milano, Galleria Barbaroux
- 1942 - Sala personale, XXIII Esposizione Biennale Internazionale d'Arte (16 opere).

### Collettive
- 1907 - Mostra trevigiana (Armonie, Giannino, Il palloncino, Ritratto di Cesare Augusti Levi, Busto di Emilio Ventura)
- 1908 - Mostra trevigiana (Equilibrio/Contrabbassista, L'anatomico Scarpa, Davide moderno, Il poeta/Libero pensatore, Altri tempi/Dopo il concerto/Veneziani del '700, Il violento)
- 1908 (dal) - Ca' Pesaro
- 1912 - Parigi, Salon d'Automne
- 1914 - Mostra dei “Rifiutati”, Lido di Venezia
- 1914 - I Mostra della Secessione, Roma
- 1914 - Esposizione Libera Futurista Internazionale, Roma, aprile/maggio
- 1915 - Collettiva, Palazzo Provera
- 1922 - Mostra Primaverile Fiorentina, Parco San Gallo[44]
- 1926 - XV Esposizione Biennale Internazionale d'Arte, Venezia (L'uragano, Il pastore, Il viandante, gesso)
- 1926 - I mostra del movimento Novecento, Palazzo della Permanente
- 1928 - XVI Esposizione Biennale Internazionale d'Arte (Orfeo, bassorilievo, Testa d'uomo, bronzo, Anitra, Pesci, terracotta)
- 1929 - II mostra del movimento Novecento
- 1931 - I Quadriennale d'Arte Nazionale, Roma, Palazzo delle Esposizioni
- 1935 - II Quadriennale d'Arte Nazionale
- 1936 - XX Esposizione Biennale Internazionale d'Arte
- 1939 - III Quadriennale d'Arte Nazionale
- 1943 - IV Quadriennale nazionale d'arte di Roma.

## Retrospettive
- 1948 - Biennale di Venezia
- 1948 - Omaggio alla V Quadriennale nazionale d'arte di Roma
- 1952 - VI Quadriennale Nazionale d'Arte
- 1962 - XXXI Esposizione Biennale Internazionale d'Arte, Venezia
- 1967 - Arturo Martini, Treviso, Convento di Santa Caterina, 10/09-12/11/1967[45][46]
- 1981 - Opere di Martini alla mostra dei “Realismi”, Parigi, Beaubourg[47]
- 1991 - Parigi, Hotel de Ville[48]
- 1999 - Valori Plastici
- 2005 - XIV Quadriennale di Roma. Retrospettive 1931/1948.

## Scritti
- Contemplazioni, 1918, Faenza, I ed; 1936, Milano, II ed; 1945, Venezia, a cura di Riccarda Ferrari, III ed; 1967, Milano, IV ed.[49]
- Primi aforismi, 1944.
- La scultura lingua morta, 1945.
- Il trucco di Michelangelo, 1946.

### Scritti sparsi
- Cantata di prologo, nel catalogo della Mostra Arte trivigiana, Treviso, 1915.
- Storia di una donna, “L'Italia letteraria”, Roma, 27/11/1932.
- Risposte a un referendum, indetto da “L'Ambrosiano”, Milano, 9/3/1938.
- La risposta di Martini al referendum sull'aeroplano, “L'Ala d'Italia”, Roma, 1-15/11/1941.
- Il fondamento dell'arte, “Il Regno”, Assisi, luglio, 1942.
- Arte di soggetto sacro, “Il Regno”, Assisi, luglio-dicembre, 1943.
- Giudizio sul disegno, auto presentazione alla sua personale alla Piccola Galleria, Venezia, 1944.
- Per lo scultore Alberto Viani, per il catalogo della mostra alla Piccola Galleria, Venezia, 1944 e poi nella monografia del 1946 edita a Milano.
- Ogni artista ha la sua stagione, spedito a Pinghelli, 16/3/1946.

## Opere

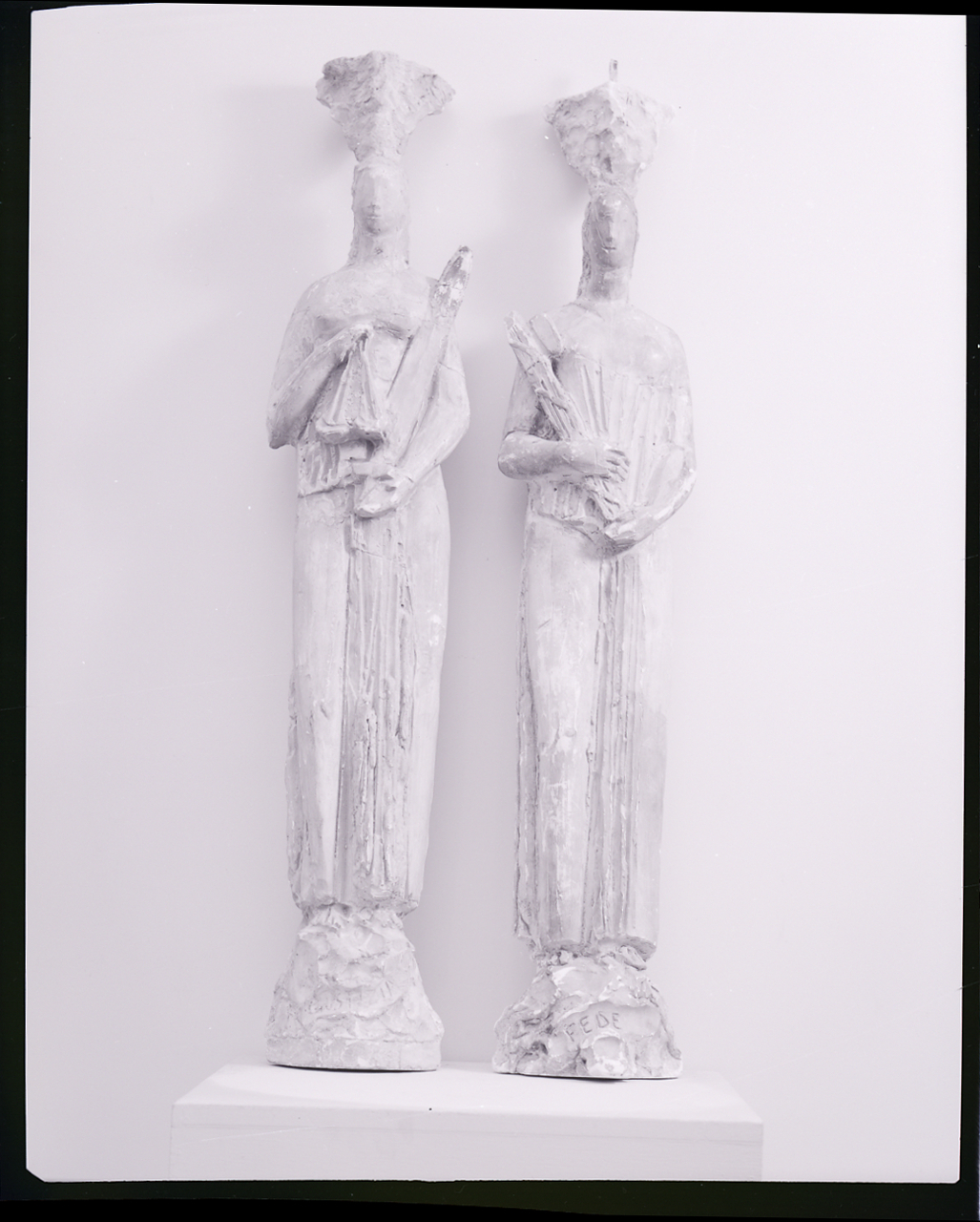
Terrecotte. Galleria Il Milione, Milano, 1963

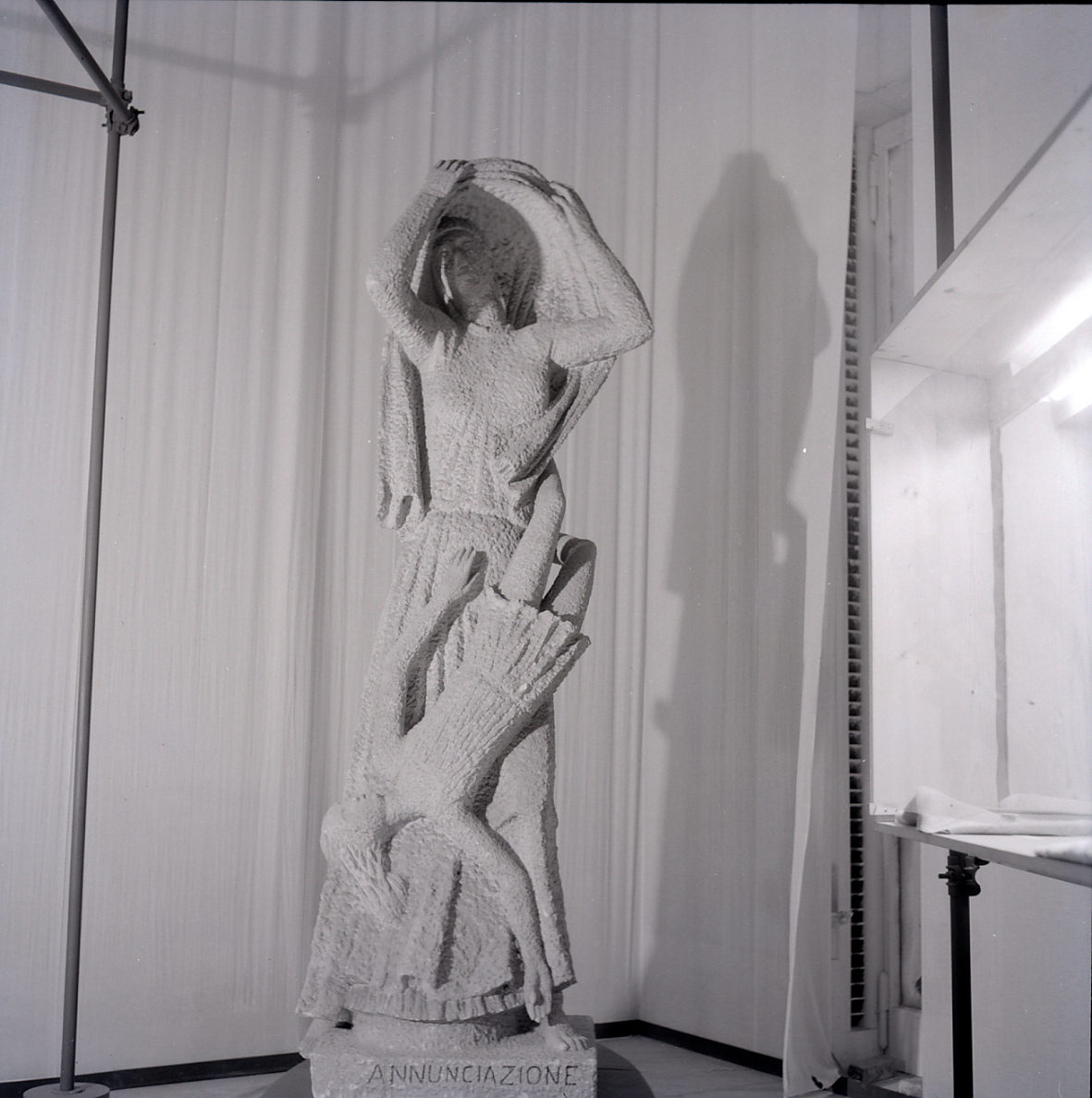
Annunciazione. Milano, 1963

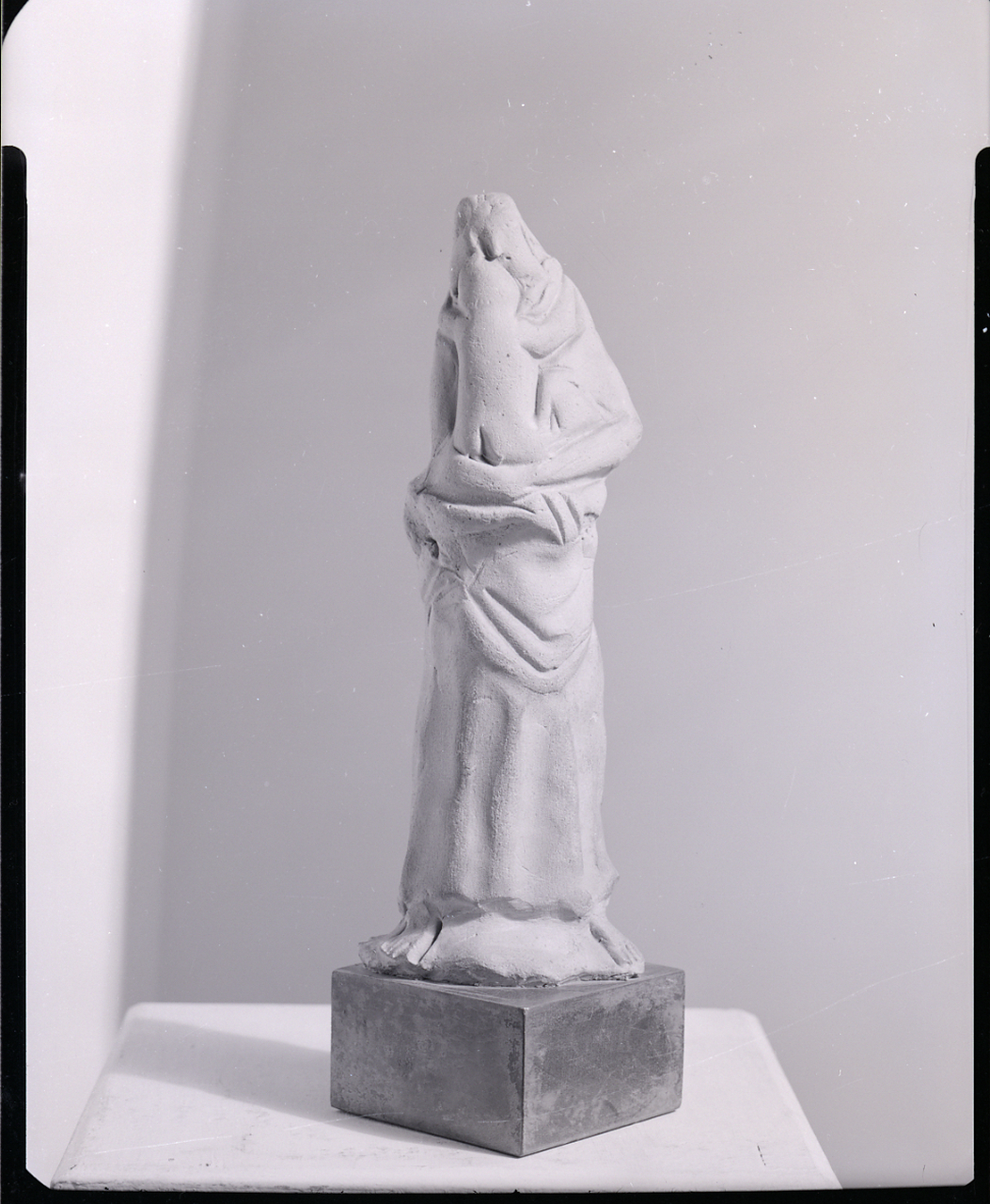
Milano, 1963

### Opere alMuseo Bailo
- Ritratto di Fanny Martini, 1905
- Equilibrio/Contrabbassista, 1908, terracotta dipinta di verde-azzurro
- Il poeta/Libero pensatore, 1908, gesso patinato
- La lettura, 1910 ca, terraglia smaltata
- Amore materno/Maternità/Figura mostruosa, 1910, gesso patinato
- Allegorie del Mare e della Terra, 1910-11, impasto cementizio
- Bozzetto per il monumento a Garibaldi, 1911, terra cruda
- Modello per il monumento a Garibaldi, 1911, gesso
- Vaso fiaba, 1911, terraglia a rilievo smaltata
- Ritratto di Omero Soppelsa, 1913, gesso
- Fanciulla piena d'amore, 1913, gesso (prototipo)
- Figliuol prodigo, 1913-14, gesso, 1925-26, bronzo
- Istoria d'amore a Nippo, 1917, linoleografia
- Amanti a cavallo, 1925 ca, linoleografia a colori
- Ritratto di russo, 1925 ca, linoleografia
- Sposa felice tra gli angeli, 1926, linoleografia con ritocchi a matita
- Piccolo presepe, 1926-27, maiolica policroma da stampo
- Via crucis, 1926-27, formelle in terracotta
- Pisana, 1929, bronzo, fusione autografa del 1930
- Uomo che nuota, dopo il 1930, matita e inchiostro su carta
- Lilian Gish, 1931
- Adamo e Eva, 1931, Pietra di Finale
- La Venere dei porti, 1932, terracotta refrattaria
- Ragazza col canarino, 1939 ca, olio su cartone
- Giuditta, 1939, olio su tela
- Donna che nuota sott'acqua, 1941-42
- Cavallo allo steccato, 1943, terracotta[50]
- Donna sulla sabbia, 1944

### Altre opere
- Busto di Mazzini
- Testa di donna bretone, 1912, terracotta
- Pierrot, 1913
- Veduta dell'Isola di San Giorgio di Venezia, Casa della cultura, Palmi[51]
- La Prostituta, 1909-1913, terracotta dipinta, Venezia, Galleria internazionale d'arte moderna di Ca' Pesaro
- Fanciulla piena d'amore, maiolica dorata, 1913, Venezia,  Ca' Pesaro
- Il buffone, 1914, Venezia, Ca' Pesaro
- Fanciulla verso sera, 1919, Venezia, Ca' Pesaro
- Pulzella d'Orleans, 1920
- Gli amanti, post 1920, Museo Villa Necchi Campiglio[52]
- Busto di ragazzo, 1921, bronzo
- Il poeta Checov, 1921
- Fecondità, 1921, terracotta
- Dormiente, 1921, Roma, Galleria nazionale d'arte moderna
- Dormiente, 1921, Villa Necchi Campiglio[53]
- L'amante morta, post 1921, bronzo, Milano, Museo Villa Necchi Campiglio[54]
- Busto di fanciulla, post 1921, Milano, Museo Villa Necchi Campiglio[55]
- Orfeo, pietra, 1922, Roma, Galleria nazionale d'arte moderna
- Ofelia, 1922, gesso, Palazzo Citterio[56]
- Monumento ai caduti, 1925, Vado Ligure
- Il Buon Pastore, legno, 1925, Città del Vaticano, Collezione d'arte religiosa moderna
- Leda col cigno, gesso, post 1925 - ante 1926, Monza, Musei Civici Monza, Casa degli Umiliati[57]
- Il figliol prodigo, bronzo, 1926, Acqui Terme, Opera Pia Ottolenghi
- Il bevitore, terracotta, 1926, Milano, Palazzo Citterio
- Cavallo, 1926 ca. Collezioni d'arte della Fondazione Cariplo
- La tempesta, 1926
- San Giorgio, 1926, terracotta
- Flagellazione, 1926-27, maiolica[58]
- Via Crucis (6 stazioni), 1926-1927, terracotta, Città del Vaticano, Collezione d'arte religiosa moderna
- Lo zio, 1927
- Fuga in Egitto, 1927[59]
- Il chirurgo, 1927
- L'arca di Noè, 1927, fontana in Piazza delle Ville, Anticoli Corrado
- Torso di giovinetto, 1928, bronzo
- La moglie del pescatore, 1928, terracotta
- L'ospitalità (Pietà), 1928, terracotta - 1931[60]
- San Sebastiano, 1929[61]
- La madre, 1929-30, Torino, Galleria civica d'arte moderna e contemporanea
- Donna al sole, 1930, terracotta
- Donna al sole, 1930, bronzo, Savona
- Il sogno, 1931, terracotta
- Aviatore, 1931
- La veglia, 1931, terracotta
- Professor Schwarz, 1931
- La convalescente, 1932, Milano, Museo del Novecento[62]
- Giuditta e Oloferne, 1932 ca, Otterlo, Museo Kröller-Müller
- La fede e la luce, 1933-34, bronzo, Milano, Galleria Robertaebasta
- La Forza e gli Eroi, 1933-34, Pieve di Cento, MAGI '900
- Monumento a Emanuele Filiberto di Savoia-Aosta, 1934, bozzetto, bronzo, Museo Revoltella
- Vittoria alata, 1934, Milano, Esposizione aeronautica italiana, Salone della Crociera del Decennale,
- Ofelia, 1934, terracotta, Palazzo Citterio[63]
- Leone di Monterosso, 1934, terracotta, Città del Vaticano, Collezione d'arte religiosa moderna
- La morte di Saffo, 1934
- La sete, pietra di Finale, 1934-5[64]
- Athena, 1935, Roma, La Sapienza
- La morte dell'amazzone, 1935, bronzo
- San Giovannino, 1935, bronzo
- La Vittoria, 1936, bronzo, Napoli, Palazzo delle Poste
- I morti di Bligny trasalirebbero, 1935-1936,  Milano, Museo del Novecento
- La Giustizia, 1936-37, marmo, Milano, Palazzo di Giustizia
- Bevitore, 1937, gesso, Roma, Galleria Nazionale d’Arte Moderna
- Il gruppo degli Sforza, 1938-39, Milano, Ospedale Niguarda Ca' Granda[65][66]
- Statua della Minerva, Città universitaria di Roma, Palazzo del Rettorato
- Monumento a Irina Lukaszewicz, Cimitero monumentale di Milano, riparto XVIII, n. 374, 1941[67]
- Bassorilievo in bronzo del Sacro Cuore di Cristo Re, portale della Basilica del Sacro Cuore di Cristo Re
- Tuffo di nuotatrice, 1942
- Monumento a Tito Livio, 1942, Palazzo Liviano
- Ritratto del pittore Valenzin, 1943, bronzo
- Atmosfera di una testa, 1945
- Palinuro, 1946-47, Università di Padova
- Donna distesa, Catania, Museo Fortunato Calleri
- Quadrupede, opera dispersa[68]
- Nel 1980 vengono donate due sue sculture di terracotta alla Galleria nazionale d'arte moderna di Roma.[69]

## Riconoscimenti
- Nel 1967 la grande mostra monografica, allestita su progetto di Carlo Scarpa nel Convento di Santa Maria a Treviso, spinge l'amministrazione ad acquisire il Complesso di Santa Caterina, oggi sede principale dei Musei civici di Treviso e ora sede di una delle sue più cospicue raccolte di opere.
- A lui sono dedicate numerose scuole italiane, tra le quali la scuola media statale di Santa Maria del Rovere a Treviso e il Liceo Artistico di Savona.

### Articoli su Martini
- R. Bertagnin, Ricordo di Martini, “Pittura”, aprile 1947.
- A. Savinio, Testimonianza di scrittori sulla vita, le opere e la fortuna di A. Martini, “La Fiera Letteraria”, Roma, 10/4/1947.
- A. Pinghelli, Come Martini arrivò al marmo, “Gazzettino delle Arti”, 10/5/1967.

### Approfondimenti
- Riguardo l'attività di Martini come scrittore e critico d'arte
  -  Fortunato Bellonzi, Arturo Martini, Roma, Editalia, 1975.
- Per il periodo ligure
  -  C. De Benedetti, La stagione ligure di Arturo Martini, Savona, Sabatelli Editore, 1977.